# エルウィン・ソト
エルウィン・ソト（Elwin Soto、1996年12月23日 - ）は、メキシコのプロボクサー。バハ・カリフォルニア州サン・フェリペ出身。元WBO世界ライトフライ級王者。

## 来歴
2016年10月15日、バハ・カリフォルニア州サン・フェリペのサロン・ソシアル・ポサダ・デル・マールにてフライ級でプロデビュー。
2018年7月28日、ティフアナのアウディトリオ・ムニシパルにて元IBF世界ミニマム級王者マリオ・ロドリゲスと対戦し、8回3-0（77-75×2、78-75）の判定勝ちを収めた。
2019年6月21日、カリフォルニア州インディオのファンタジー・スプリングス・リゾート・カジノ内スペシャル・イベント・センターにてWBO世界ライトフライ級王者アンヘル・アコスタとWBO世界同級タイトルマッチを行い、12回22秒KO勝ちを収め初めての12回戦ながら王座を獲得した。
2019年10月24日、カリフォルニア州インディオのファンタジー・スプリングス・リゾート・カジノにて元OPBF東洋太平洋ライトフライ級王者でWBO世界同級1位のエドワード・ヘノとWBO世界同級タイトルマッチを行い、3回にダウンを奪われたものの挽回し、12回3-0（115-112×2、114-113）の判定勝ちで王座の初防衛に成功した。
2020年2月15日、地元バハ・カリフォルニア州メヒカリにてハビエル・レンドンとノンタイトル10回戦を行い、初回2分41秒KO勝ちを収めた。
2020年10月30日、カリフォルニア州インディのファンタジー・スプリングス・リゾート・カジノにてWBO世界ライトフライ級9位のカルロス・ブイトラゴとWBO世界同級タイトルマッチを行い、3-0（117-111、119-109、115-113）の判定勝ちで2度目の防衛に成功した。
2021年4月9日、エディー・ハーンのマッチルーム・スポーツと契約しゴールデンボーイ・プロモーションズから離脱した。
2021年5月8日、テキサス州アーリントンのAT&Tスタジアムにてサウル・アルバレスVSビリー・ジョー・ソーンダースの前座でWBOライトフライ級11位の高山勝成とWBO世界同級タイトルマッチを行い、9回TKO勝ちで3度目の防衛に成功した。
2021年10月16日、カリフォルニア州フレズノでWBOライトフライ級1位のジョナサン・ゴンサレスとWBO世界同級タイトルマッチを行うも、12回判定負けで4度目の防衛に失敗、王座から陥落した。この試合でソトは7万5千ドル（860万円）、ゴンサレスは1万5千ドル（170万円）のファイトマネーを稼いだ。
2022年6月25日、メキシコのバハ・カリフォルニア州で元WBAスーパー・IBF世界ライトフライ級統一王者でWBC世界同級1位のヘッキー・ブドラーとWBC世界同級挑戦者決定戦を行い、12回判定負けでWBC世界同級王者の寺地拳四朗への挑戦権獲得とはならなかった。

## 獲得タイトル
- WBO世界ライトフライ級王座（防衛3）